# Менделевич, Владимир Давыдович
Влади́мир Давы́дович Менделе́вич (род. 5 декабря 1956) — советский и российский психиатр, психотерапевт,  нарколог и клинический психолог. Заведующий кафедрой психиатрии и медицинской психологии Казанского государственного медицинского университета (https://kazangmu.ru/psychiatry). Директор Института исследований проблем психического здоровья (https://kazangmu.ru/medical-psychology/institut), член Общественной палаты Республики Татарстан (https://oprt.tatarstan.ru/structurecivitas.html), член экспертного совета по терапевтическим наукам Высшей аттестационной комиссии РФ .

## Биография
Родился в Казани 5 декабря 1956 года семье известного врача, доктора медицинских наук, профессора Давыда Моисеевича Менделевича, долгие годы заведовавшего кафедрой психиатрии Казанского государственного медицинского университета и Менделевич Эдит Захаровны (доцента, кандидата наук). Династия Менделевичей насчитывает семь психиатров и неврологов, из которых четверо доктора медицинских наук, профессора. Менделевич Давыд Моисеевич — доктор медицинских наук, профессор, с 1979 по 1997 годы заведовал кафедрой психиатрии и наркологии КГМУ, его старший брат Менделевич Михаил Моисеевич долгие годы заведовал отделением Республиканской психиатрической больницы МЗ РТ. Менделевич Елена Геннадьевна (жена В. Д. Менделевича) — доктор медицинских наук, профессор кафедры неврологии Казанского ГМУ, брат Менделевич, Борис Давыдович — доктор медицинских наук, психиатр, депутат Государственной Думы РФ VII созыва. Дочь — Софья Владимировна Менделевич — кандидат медицинских наук по неврологии, племянник — Покрышевский Игорь Михайлович — психиатр-нарколог.
В 1980 году окончил с отличием Казанский государственный медицинский университет. После прохождения интернатуры по психиатрии работал участковым врачом-психиатром в Казанском городском психоневрологическом диспансере.
В 1985 году под руководством Шахматова Н. Ф. защитил кандидатскую диссертацию на тему «Клинические варианты и динамика пограничных нервно-психических расстройств, впервые возникших у женщин в период климакса» (http://mniip-repo.ru/view_statiy.php?id=3427) в Московском НИИ психиатрии. Докторская диссертация на тему «Пограничные психические расстройства после радикальных онкогинекологических операций (антиципационные механизмы неврозогенеза)» была защищена в ГНЦ социальной и судебной психиатрии им. В. П. Сербского в 1994 году.
С 1982 года по настоящее время — сотрудник Казанского государственного медицинского университета (https://kazangmu.ru/psychiatry/sotrudniki-kafedry). Работал на кафедре психиатрии и наркологии в должности старшего лаборанта, ассистента, доцента, профессора. В 1997 году возглавил курс медицинской психологии, а в 1998 году — кафедру медицинской и общей психологии с курсом педагогики. С 2021 года - заведующий кафедрой психиатрии и медицинской психологии. 
Стажировался в области сексопатологии в Харькове у профессора Кришталя В.В., прошёл полный курс обучения (в том числе в Германии) по методу позитивной психотерапии у Носсрата Пезешкиана, возглавлял Международный центр позитивной психотерапии в России. В 1998 году получил второе высшее образование по психологии и специализацию по медицинской психологии.
Женат, имеет дочь и двух внучек - Алиса и Вита Бабаян.

## Научная деятельность
С 1980 года разрабатывал антиципационную концепцию неврозогенеза (https://www.ozon.ru/product/antitsipatsionnye-mehanizmy-nevrozogeneza-174417538/?sh=SiBIISrL), проводил исследования в области гинекологической психиатрии. С 1985 года занимается проблемами химических и нехимических зависимостей. В 1999 году открыл реабилитационный центр по лечению наркозависимых, через который прошли сотни пациентов. Вопросами профилактики ВИЧ у ПИН занимается с 2001 года. С данной целью организовал и провел более 30 семинаров для врачей различных специальностей и лиц принимающих государственные решения в регионах Российской Федерации, организовал в России и на Украине 6 международных научных конференций, посвященных проблемам наркомании.
С 2009 года является организатором Школ молодых наркологов и аддиктологов регионов России, прошедших в Казани, Архангельске, Калининграде, Екатеринбурге, Ростове-на-Дону, Новосибирске, Тюмени. Томске, Уфе, Кемерово, Москве в рамках которых прошли обучение более 2500 молодых специалистов. В 2017 и 2018 году в качестве лектора принял участие в 50 Школах для психиатров в крупных городах России.
Доктор медицинских наук, профессор, заведующий кафедрой психиатрии и медицинской психологии Казанского государственного медицинского университета (420012, г. Казань, ул. Бутлерова, 49; www.kgmu.kcn.ru), директор Института исследований проблем психического здоровья, член-корреспондент Международной академии психологических наук, Шеф-редактор журнала «Неврологический вестник» https://journals.eco-vector.com/1027-4898), «Психопатология и аддиктивная медицина» (pam-rus.ruspsy.net) и " Psychopathology & Addiction Medicine " (pam-eng.ruspsy.net), член редколлегии журналов «Психическое здоровье», «Медицинская психология в России», «Российский психотерапевтический журнал», «Сибирский вестник психиатрии и наркологии», "Вестник СПбГУ серия 11 — «Медицина», «Вопросы психического здоровья детей и подростков», «Практическая медицина», "Вестник современной клинической медицины", "Уральский журнал психиатрии, наркологии и психотерапии", «Коллекция гуманитарных исследований», «Addiction & Addictive Disorders», лауреат Международной Ролстоновской премии 2007 года, лауреат Международной премии «Химера» Европейской ассоциации по лечению опиоидной зависимости 2014 года «за выдающийся вклад в сохранение здоровья наркозависимых» .
Член Общественного совета Министерства здравоохранения Республики Татарстан, член Общественной коллегии по жалобам на прессу (Казань), сертифицированный врач-психиатр высшей категории, нарколог, клинический психолог, психотерапевт, сексолог.
Член Правления Российского общества психиатров (РОП), Европейской ассоциации по лечению опиоидной зависимости (EUROPAD), Евразийской профессиональной ассоциации аддиктивной медицины (EPAAM), Global Addiction Association, СПИД-Фонда Восток-Запад (AFEW), член Международной ассоциации по СПИДу (IAS), Общества «Международные врачи за здоровую наркополитику» (IDHDP), Немецко-российского общества психиатрии, психотерапии и психосоматики (DRGPPP).
Осуществляет научное сотрудничество с Управлением ООН по наркотикам и преступности (UNODC), Объединённой программой ООН по ВИЧ/СПИДу (UNAIDS), группой Помпиду Совета Европы.
Автор более 820 научных работ, 80 монографий и учебников, 5 научно-популярных книг и многочисленных публикаций в центральной печати. По данным Научной электронной библиотеки elibrary (РИНЦ) (https://elibrary.ru/author_profile.asp?id=538389), В. Д. Менделевич имеет следующие показатели цитирования своих публикаций: индекс Хирша — 40, среднее число цитирований в расчете на одну публикацию — 19.21 (на 13 мая 2024 года)
Под научным руководством и при консультировании защищено 52 докторских и кандидатских диссертаций. В качестве члена оргкомитета и докладчика принимал участие в работе международных конференций в 52 странах мира.

## Научные интересы
Является автором антиципационной концепции неврозогенеза и психотерапевтической методики «антиципационный тренинг». Суть антиципационной концепции неврозогенеза заключается в рассмотрении этиопатогенеза невротических расстройств в неразрывной связи с антиципационными процессами на различных уровнях (психологическом и психофизиологическом). Неврозогенез видится как результат неспособности личности предвосхищать ход событий и собственное поведение во фрустрирующих ситуациях, что обусловлено преморбидными особенностями «потенциального невротика», названными антиципационной несостоятельностью. Личность, склонная к невротическим расстройствам, исключает из антиципационной деятельности нежелательные события и поступки, ориентируясь всегда лишь на желательные. В связи с этим, попадая в неспрогнозированную, неблагоприятную и вытесненную в связи с этим из «ситуационного сценария» жизненную коллизию, человек оказывается в цейтноте времени для применения совладающего поведения. И даже, если система психологической компенсации у него функционировала нормально, то в условиях расхождения прогноза и при крайней выраженности эмоциональных переживаний (обиды, разочарования, недоумения), связанных с этой прогностической ошибкой, человек может не использовать потенциальных возможностей к совладанию с ситуацией и заболеет неврозом.
В последние годы занимается вопросами спецификой психопатологии в период постмодернизма, классификации психических расстройств, социально опасным поведением душевно больных.

## Наиболее известные книги:
-      Психопатология климакса. – Казань: “Изд-во Казанского государственного университета”, 1992. -  168 с.
-      Психиатрическая диагностика. – Казань, 1991. – 107 с.
-      Психотерапия “здравым смыслом”. – Чебоксары, 1992. – 76 с. (соавт. Д.А.Авдеев, С.В.Киселев)
-      Психиатрическая пропедевтика. – Казань: “Поволжский книжный центр”, 1995. – 376 с.
-      Психиатрическая пропедевтика. – М.: “Медицина”-“ТЕХЛИТ”, 1997. – 496 с.
-      Гинекологическая психиатрия (клиника, диагностика, терапия). – Казань, 1996. – 337 с.
-      Клиническая и медицинская психология. – М.: “МЕДпресс-информ”, 1998 (1999, 2001, 2002, 2005). – 592 с. 
-      Психология девиантного поведения. – М.: “МЕДпресс”, 2001. – 432 с.
-      Недоношенные дети в детстве и отрочестве (медико-психосоциальное исследование). – М.: “Информпресс”, 2001. – 188 с. (соавт. А.А.Баранов, В.Ю.Альбицкий, С.Я.Волгина).
-      Руководство по социальной психиатрии (глава “Транскультуральная психотерапия”. – М.: “Медицина”, 2001. – 560 с. (соавт. Т.Б.Дмитриева и др.).
-      Неврозология и психосоматическая медицина. – М.: “МЕДпресс-информ”, 2002. – 608 с. (соавт. С.Л.Соловьева).
-      Психология зависимой личности. – Казань, Йошкар-Ола: “Марево”, 2002. – 240 с. (соавт. Р.Г.Садыкова).
-      Заместительная терапия наркозависимых в России: перспективы и реальность. – Казань: “Новый век”, 2003. – 51 с.
-      Наркозависимость и коморбидные расстройства поведения (психологические и психопатологические аспекты). – М.: “МЕДпресс-информ”, 2003. – 328 с.
-      Психические болезни с курсом наркологии (учебник для средних медицинских учебных заведений). - М.: «Академия», 2004, - 240 с. 
-      Психические болезни с курсом наркологии (учебник для средних медицинских учебных заведений). (2-е издание стереотипное). - М.: «Академия», 2005, - 240 с. 
-      Проблема наркомании в России: столкновение интересов специалистов, пациентов, общества и власти (клинико-социологическое исследование). – Казань: «Школа», 2004. – 240 с.
-      Психиатрия и наркология. – М.: «Академия», 2005, - 368 с.
-      Психология девиантного поведения. – СПБ.: «Речь», 2005 (2008). – 445 с.
-      Наркомания и наркология в России в зеркале общественного мнения и профессионального анализа. – Казань, «Медицина», 2006. – 262 с.
-      Руководство по аддиктологии. – СПб, «Речь», 2007. – 768 с. (соавтор и научный редактор).
-      В.М.Бехтерев и современные казанские медицинские школы (глава «Пограничная психиатрия в трудах современных казанских ученых»). – Казань, «Медицина», 2007, под ред.Н.Х. Амирова, М.Ф. Исмагилова, Д.М. Менделевича. с.108-121. (266 с.)
-      Психические болезни с курсом наркологии (учебник для средних медицинских учебных заведений). (3-е издание). - М.: «Академия», 2008, - 240 с. 
-      На пути к профессиональной наркологии. – Москва, «Медиа пресс», 2008, - 376 с. (соавтор и научный редактор).
-      Психиатрическая пропедевтика (4-е издание). – М.: МЕДпресс-информ, 2008. - 528 с.
-      Понимание психически больными мира психически здоровых. Казань, «Медицина», 2008. - 302 с. (соавторы: А.В. Фролова, М.М. Солобутина)
-      Психический инфантилизм при невротических и соматоформных расстройствах. – Казань: «Познание», 2009. – 136 с. (соавторы: Э.В. Макаричева, К.В. Пыркова)
-      Интернет-зависимость и Интернет-независимость (девиантное поведение в пространстве Интернета). В книге «Интернет-зависимость: психологическая природа и динамика развития. /составитель и редактор А.Е.Войскунский. М.: «Акрополь», 2009, с.56-70.
-      Этика современной наркологии. - Казань, «Медицина», 2010. - 218 с.
-      Антиципационные механизмы неврозогенеза. Казань, «Медицина», 2011, 288 с.
-      Приверженность антиретровирусной терапии. LAP LAMBERT Academic Publishing, GmbH @ Co. KG, Saarbrucken, Deutschland, 2011, 131 p. (соавторы: Д.Бикмухаметов, В.Анохин).
-      Аддиктивное влечение. М.: «МЕДпресс-информ», 2012. – 264 с.
-      Психиатрическая пропедевтика. М.: ГЭОТАР-медиа, 2012 (2014). – 576 с.
-      Na+ - Li+ противотранспорт: новая парадигма взаимоотношений психологических факторов риска и артериальной гипертензии. Казань: ИД «МеДДок», 2013. – 228 с. (соавторы  З.М.Аминова, В.Н.Ослопов).
-      Лечение пациентов психиатрического профиля. М.: Академия, 2015. – 304 с.
-      Медицинская психология. Учебник. Ростов-на-Дону: Феникс, 2016. – 460 с.
-      Психиатрия. Учебник. Ростов-на-Дону: Феникс, 2017 (2018). – 412 с. (соавтор — Е.Г. Менделевич).
-      Наркология. Учебник. Ростов-на-Дону: Феникс, 2017. – 346 с. (соавтор — Ю.П. Сиволап).
-      Психология девиантного поведения. М.: Городец, 2016. – 386 с.
-      Неврозология и психосоматическая медицина. М.: Городец, 2016. – 596 с. (соавтор — С.Л. Соловьева).
-      Этика современной наркологии. М.: Городец, 2016. – 216 с.
-      Терминологические основы феноменологической диагностики в психиатрии. М.: Городец, 2016. – 128 с.
-      Алгология. Учебное пособие для обучающихся по программам ординатуры. Казань:  КГМУ, 2016. – 212 с.
-     Drug-treatment systems in prisons in Eastern and South-East Europe. Council of Europe, Strasburg, June 2017, 88 p. (соавторы - Heino Stöver, Robert Teltzrow et al.)
-     Антиципационные механизмы неврозогенеза. М.: Городец, 2018. – 448 с. 
-     Психиатрические эссе. Казань: Медицина, 2019.
-     Психиатрия. Учебник. Ростов-на-Дону: Феникс, 2022 (соавтор — Е.Г. Менделевич). 
-     Психиатрические головоломки. М.: Городец, 2022. – 536 с.
-     Психиатрия в лицах пациентов (диагностически неоднозначные клинические случаи в психиатрической практике)". М., Городец, 2023 - 320 с.
-     Психиатрическая пропедевтика (7-е издание), М.: Городец, 2024, 552 с.
-     Неопсихопатология. Казань, Медицина, 2024. 280 с.
-     Психология девиантного поведения. М., Городец, 2025, 384 с.

## Общественная и творческая деятельность:
- лауреат многочисленных бардовских фестивалей в Москве, Минске, Тынде, Норильске, Ульяновске и др. Выступал в дуэте с Сахаровым Евгением. 
- Альбомы: "Мы никогда у сильных не просили" и "Достойно".
- Визбор. Менделевич. Сахаров. https://www.youtube.com/watch?v=op-JDzcWHk0
- В качестве аккомпаниатора принимал участие в ряде концертов  Александра Городницкого и записи его альбома "Спасибо, что петь разрешили"
- автор и ведущий телепередачи "Человек зависимый" в начале 2000-х на канале ТНВ.
- участвовал в психиатрическом освидетельствовании художника-акциониста  Петра Павленского и трансгендера Юлии Савиновских
- Youtube канал с лекциями и докладами проф. В.Д. Менделевича - https://www.youtube.com/channel/UC-WXlC35YuawZRVknAlyrDA/videos?view_as=subscriber&shelf_id=1&view=0&sort=dd

## Награды:
- медаль Республики Татарстан «За доблестный труд» (за заслуги в деле охраны здоровья населения, активную общественную деятельность и многолетний добросовестный труд) (2022)

## Видеолекции:
- Ганнушкин и Пустота: как и зачем мы диагностируем личностные расстройства https://www.youtube.com/watch?v=6mCOmGey8as&t=37s
- Психиатрия и ускользающая красота нормы https://www.youtube.com/watch?v=0LQeNwBBETE&t=34s
- Почему транссексуализм не является психическим расстройством https://www.youtube.com/watch?v=TS3NSWisRA4
- Чего не знает психиатр и чему нас учить? https://www.youtube.com/watch?v=wl4iCFOzl-Y&t=33s
- Что психиатру здОрово, то неврологу - смерть https://www.youtube.com/watch?v=ugErBRSQ-ps&t=971s
- Доказательная психиатрия https://www.youtube.com/watch?v=aLLtxpXCkoY&t=18s
- Когнитивные расстройства - не только деменция https://www.youtube.com/watch?v=EjPCnme3Ajk&t=42s
- Homo addictus https://www.youtube.com/watch?v=hFUi9wKLHBM&t=345s
- Спектральная нон-психиатрия https://www.youtube.com/watch?v=6Evexrv_iHI&t=1463s
- О человечности психически и наркологически больных https://www.youtube.com/watch?v=n-Y1FDorr1M&t=8s
- О карательной психиатрии https://www.youtube.com/watch?v=ouCHwRqpv6U&t=15s
- Психиатрия и общество о норме и патологии https://www.youtube.com/watch?v=DQWFaOvYG40&t=442s
- Психотерапия без психотерапевта https://www.youtube.com/watch?v=XhEr-DmOUSo&t=1265s
- Транссексуализм: новые вызовы новой классификации МКБ-11 https://www.youtube.com/watch?v=B2NpvAuKJG8&t=22s
- Проблема аддиктофобии в современной психиатрии https://www.youtube.com/watch?v=jcG3TXTQYeM&t=113s
- Психическое старения: когда начинать волноваться? https://www.youtube.com/watch?v=ctKB1Mp54gE&t=805s
- Нейромания и нейрофобия: почему в психиатрии "физики" побеждают "лириков" https://www.youtube.com/watch?v=DBNWH4T0UJM
- Психофармакотерапия - по необходимости, психотерапия - по желанию. https://www.youtube.com/watch?v=hnAcYlnZNkI
- "Я в психиатрии или психиатрия во мне?" - https://www.youtube.com/watch?v=rQVCdxE76Xg&feature=youtu.be
- "Я/МЫ психиатр" - https://www.youtube.com/watch?v=EJgawCTKbD8&t=1809s
- "Трангендерность вне психиатрического контекста" - https://www.youtube.com/watch?v=CxJm-pMGXVU&t=2s
- "Ангедония в мире гедонизма" - https://www.youtube.com/watch?v=Dh4nIOFtHt8&t=3055s
- "Самоповреждающее (селфхарм) поведение: психиатра вызывали? - https://www.youtube.com/watch?v=ZNNPDpAh5K8&t=22s
Профиль научных статей https://kcn.academia.edu/MendelevichVladimir
- "Новая истерия" - https://www.youtube.com/watch?v=DYlQCaiyVFI&t=294s
- В поисках психопатологического симптома
- "Пустота в душе" как феномен и как симптом
Профиль научных статей https://independent.academia.edu/VladimirMendelevich https://kcn.academia.edu/MendelevichVladimir